# Prangli
Prangli (švedski: Vrangö, njemački: Wrangelsholm) je estonski otok u Finskom zaljevu dijelu Baltičkog mora. Površina otoka je 6,44 km² najviša točka otoka je na 9 metara nadmorske visine.
Na otoku živi 151 stanovnik raspoređen u tri naselje Kelnase, Idaotsa i Lääneotsa, dok je gustoća naseljenosti 23,4 stanovnika po km².

## Vanjske poveznice
- Informacije o otoku  Arhivirana inačica izvorne stranice od 6. rujna 2008. (Wayback Machine)

### Ostali projekti
|  | Zajednički poslužitelj ima još gradiva o temi Prangli |